# Туганський гірничо-збагачувальний комбінат
Туганський гірничо-збагачувальний комбінат — гірничодобувне підприємство у Томській області Росії.
У 2005-му на основі ресурсів Південно-Александрівської ділянки Туганського родовища запустили дослідно-промислове виробництво річною потужністю 125 (за іншими даними — 60) тисяч тонн рудних пісків, яке продукувало цирконовий та ільменітовий концентрати. Установка пропрацювала близько десяти років та була виведена з експлуатації.
Наприкінці 2021-го тут же почала роботу перша черга повноцінної збагачувальної фабрики, що має річну потужність на рівні 575 тисяч тонн та випускає цирконовий, ільменітовий та рутил-лекоксеновий концентрати. Головними споживачами є Чепецький механічний завод корпорації «Росатом» (потребує цирконовий концентрат) та металургійна корпорація «ВСМПО-Авісма», при цьому перша черга може повністю покрити російські потреби в цирконовому концентраті (за іншими даними — закрити на 40 %). Що стосується титанового концентрату, то його виробництво першою чергою становить близько 10 тисяч тонн на рік при загальній російській потребі у 300 тисяч тонн.
Видобуток пісків ведеться відкритим способом з кар'єру, розташованого за 4 км від збагачувальної фабрики. Середня товщина розкривних робіт на Південно-Александрівській ділянці становить 5 метрів при середній товщині продуктивного пласта 7 метрів. Запаси зазначеної ділянки оцінюються у 7 млн тонн (з яких 0,33 млн тонн становлять мінерали титану та циркону), що становить незначну частину від загальних запасів Туганського родовища, на Кусковско-Ширяєвську ділянку якого припадає 125 млн тонн пісків (що містять 5,4 млн тонн мінералів титану та циркону). Закладений на Південно-Александрівській ділянці кар'єр має відпрацювати 12,4 млн тонн, а за умови повномасштабного залучення в розробку Кусковско-Ширяєвської ділянки буде потрібне спорудження нового кар'єру та другої черга фабрики продуктивністю 2,3 млн тонн на рік (також передбачена можливість будівництва третьої черги, яка доведе загальний показник ГЗК до 6,9 млн тонн на рік). Втім, товщина розкривних робіт для Кусковско-Ширяєвської ділянки вже буде становити від 6 до 98 метрів при середній товщині у 39 метрів.
Супутньою продукцією є кварцеві піски для скляної промисловості, металургійної та будівельної галузей.